# Börsenaufsicht
Die Börsenaufsicht ist eine Aufsichtsbehörde, die den Betrieb von Börsen und den Börsenhandel im Rahmen ihrer Fach- und Rechtsaufsicht überwacht.

## Allgemeines
An Börsen konzentriert sich ein volkswirtschaftlich bedeutsamer Teil des Kapitalvermögens, der täglich zu hohen Börsenumsätzen führt. Deshalb betreibt der Gesetzgeber Anleger- und Gläubigerschutz, deren Einhaltung ebenfalls von der Börsenaufsicht überwacht wird. Außerdem ist die Börsenaufsicht zuständig für die Zulassung und Schließung einer Börse, die Überwachung der Ordnungsmäßigkeit des Börsenbetriebs und der Börsengeschäftsabwicklung sowie die Sicherstellung der Einhaltung der börsenrechtlichen Vorschriften.
Die Börsenaufsicht ist im Idealfall eine von der Institution der Börse unabhängige Behörde, die der Börse übergeordnet ist. Da in Deutschland Börsen stets als Anstalten des öffentlichen Rechts organisiert sind und diese regelmäßig einer Aufsichtsbehörde unterstehen, ist die Börsenaufsicht Bestandteil des Verwaltungsrechts.

## Rechtsfragen
In Deutschland wird die Börsenaufsicht durch das örtlich zuständige Landesministerium (meist Wirtschaft oder Finanzen) ausgeübt.
Die Börsenaufsicht ist ein Teil der Finanzdienstleistungsaufsicht. Andere Teile der Finanzdienstleistungsaufsicht sind die Aufsicht über Finanzdienstleister (z. B. Kreditinstitute (Bankenaufsicht) oder Versicherungen (Versicherungsaufsicht)) und die Wertpapieraufsicht. Die Börsenaufsicht wird nicht nur durch die zuständige Aufsichtsbehörde wahrgenommen, sondern auch durch die BaFin, soweit das Wertpapieraufsichtsrecht (Insiderhandel und Publizitätsvorschriften nach der Marktmissbrauchsverordnung und dem WpHG) betroffen ist.
Die Börsenaufsicht wird auch börsenintern wahrgenommen. Hierfür ist das Organ der Handelsüberwachungsstelle vorgesehen, die nach § 7 Abs. 1 BörsG unter Beachtung von Maßgaben der Börsenaufsichtsbehörde zu betreiben ist und den Handel an der Börse und die Börsengeschäftsabwicklung überwacht. Die Börsenaufsichtsbehörde kann der Handelsüberwachungsstelle Weisungen erteilen und die Ermittlungen übernehmen. Die Börsengeschäftsführung kann die Handelsüberwachungsstelle im Rahmen der Aufgaben dieser Stelle mit der Durchführung von Untersuchungen beauftragen.
Verantwortliche Behörden für die Börsenaufsicht
| Börse                               | Behörde                                                                              |
| ----------------------------------- | ------------------------------------------------------------------------------------ |
| Börse Düsseldorf                    | Finanzministerium des Landes Nordrhein-Westfalen                                     |
| Börse Frankfurt                     | Hessisches Ministerium für Wirtschaft, Verkehr und Landesentwicklung                 |
| Börse Hamburg                       | Behörde für Wirtschaft und Arbeit                                                    |
| Börse Hannover                      | Niedersächsisches Ministerium für Wirtschaft, Arbeit und Verkehr                     |
| Börse München                       | Bayerisches Staatsministerium für Wirtschaft, Infrastruktur, Verkehr und Technologie |
| Börse Stuttgart                     | Ministerium für Wirtschaft, Arbeit und Wohnungsbau Baden-Württemberg                 |
| Tradegate Exchange und Börse Berlin | Senatsverwaltung für Wirtschaft, Energie und Betriebe                                |
| European Energy Exchange (EEX)      | Sächsisches Staatsministerium für Wirtschaft, Arbeit und Verkehr                     |

Die Errichtung einer Börse bedarf der schriftlichen Erlaubnis der Börsenaufsicht (§ 4 BörsG), ebenso der Betrieb eines Freiverkehrs (§ 48 BörsG). Die Erlaubnis kann durch die Börsenaufsicht unter den Bedingungen des § 4 Abs. 5 BörsG aufgehoben werden.

## International
Österreich
In Österreich obliegt die Börsenaufsicht gemäß § 8 Börsegesetz der Finanzmarktaufsichtsbehörde (FMA) für Wertpapierbörsen und dem Bundesministerium für Wirtschaft und Arbeit (Österreich) für Warenbörsen. Die Börse hat die FMA regelmäßig über die Daten des Börsenhandels, insbesondere über Umsätze und Preise der in den geregelten Märkten gehandelten Handelsgegenstände zu unterrichten. Die FMA ist ermächtigt, die Gliederung und Art der Übermittlung durch Verordnung festzusetzen oder durch Verordnung auf die Übermittlung durch die Börse zu verzichten, wenn sie die für die Durchführung ihrer Aufgaben erforderlichen Informationen des Börsenhandels durch ein anderes geeignetes Meldesystem erhält; in diesem Fall ist die Börse jedoch weiterhin verpflichtet, alle Anfragen der FMA zum Börsenhandel unverzüglich zu beantworten (§ 8 Abs. 2 BörsG). Gegenstand der Börsenaufsicht ist die Sicherstellung der einschlägigen Gesetze und der Funktionsfähigkeit der Börse. Im Rahmen der Börsenaufsicht kann die Aufsichtsbehörde geeignete Maßnahmen bis hin zur Schließung der Börse und Entlassung der Mitglieder der Börsenkammer setzen.
Schweiz
Die Börsenaufsicht wird in der Schweiz gestützt auf Art. 1 Abs. 1 lit. e Finanzmarktaufsichtsgesetz (FINMAG) durch die Eidgenössische Finanzmarktaufsicht (FINMA) vorgenommen (Art. 4 FINMAG).
Die FINMA erteilt (Art 3 BEHG) und entzieht (Art. 36 BEHG) die Genehmigung zum Betrieb der Börse und trifft die zum Vollzug des Börsengesetzes und seiner Ausführungsbestimmungen notwendigen Verfügungen und überwacht die Einhaltung der gesetzlichen und reglementarischen Vorschriften.
Italien
In Italien wird die Börsenaufsicht durch die Commissione Nazionale per le Società e la Borsa wahrgenommen.
Japan
In Japan wird die Börsenaufsicht von der Kin’yū-chō (金融庁, engl. Financial Services Agency) wahrgenommen. Marktgerechtigkeitsprüfungen werden von der ihr unterstellten Shōken Torihikitō Kanshi Iinkai (証券取引等監視委員会, engl. Securities and Exchange Surveillance Commission, SESC) durchgeführt.
Portugal
In Portugal nimmt heute die 1991 gegründete Comissão do Mercado de Valores Mobiliários (CMVM) die Börsenaufsicht und verschiedene weitere Aufgaben wahr. Sie ist Teil des portugiesischen Rats der Finanzaufsichten, dem Conselho Nacional de Supervisores Financeiros. Sie ist in das Europäische Finanzaufsichtssystem (ESFS) integriert und dort der Europäischen Wertpapier- und Marktaufsichtsbehörde (ESMA) angeschlossen.
USA
In den USA wird die Börsenaufsicht von der United States Securities and Exchange Commission – meist SEC genannt – wahrgenommen.